# Susannah Constantine
Susannah Constantine (Londres, 3 de junho de 1961) é uma personalidade premiada de televisão, apresentadora, conselheira e especialista de moda e autora inglesa. Ela é melhor conhecida por ter protagonizado, ao lado de Trinny Woodall, o programa de televisão Esquadrão da Moda (What Not To Wear), da BBC. Participou como uma conselheira de moda do talk show norte-americano The Oprah Winfrey Show.

## Obras
- Ready 2 Dress: How to Have Style Without Following Fashion, Weidenfeld Nicolson (2000) ISBN 0-3043-5425-2
- What Not to Wear, Weidenfeld Nicolson (2002) ISBN 0-2978-4331-1
- What Not to Wear: The Rules, Weidenfeld Nicolson (2004) ISBN 1-8418-8249-6
- What Not to Wear: For Every Occasion, Weidenfeld Nicolson (2004) ISBN 1-8418-8236-4
- What You Wear Can Change Your Life, Weidenfeld & Nicolson (2004) ISBN 0-2978-4356-7
- What Your Clothes Say About You, Weidenfeld & Nicolson (2005) ISBN 0-2978-4357-5
- Trinny and Susannah: The Survival Guide, Weidenfeld & Nicolson, (2006) ISBN 0-2978-4426-1
- Trinny & Susannah Take on America: What Your Clothes Say about You, HarperCollins Publishers (2006) ISBN 0-0611-3744-8
- The Body Shape Bible, Weidenfeld & Nicolson (2007) ISBN 0-2978-4454-7